# Boris Zajtsev (schrijver)

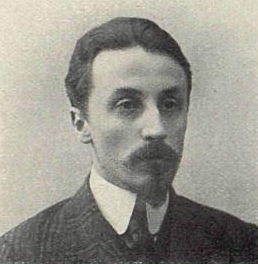
Boris Zajtsev

Boris Konstantinovitsj Zajtsev (Russisch: Борис Константинович Зайцев) (Orjol, 10 februari 1881 – Parijs, 22 januari 1972) was een Russisch schrijver.

## Leven
Na een jeugd in Kaloega studeerde Zajtsev rechten te Moskou, waar hij Leonid Andrejev leerde kennen. Deze introduceerde hem in de literaire wereld (Boenin, Veresajev, Koeprin). Zijn eerste verhalen verschenen in 1901 in vooraanstaande tijdschriften en hadden direct succes. Vanaf 1904 legde hij zich volledig toe op de literatuur. Hij onderhield contacten met Blok, Bely, Ivanov en de kunstenaars van de Vjatsjeslav Ivanov. Een aantal jaren woonde hij in Italië, later nam hij deel aan de Eerste Wereldoorlog. Omdat hij de Russische Revolutie (1917) niet kon aanvaarden emigreerde hij in 1922, eerst naar Berlijn en Italië, om zich in 1924 blijvend te vestigen in Parijs, waar hij een van de vooraanstaande figuren werd van de Russische emigratie. Samen met zijn vrouw Vera vormde hij er een soort twee-eenheid. Ze waren altijd samen en droegen hun betrekkelijke armoede met waardigheid. Toen Vera eind in 1957 verlamd raakt verzorgde hij haar tot aan haar dood in 1965, praktisch in zijn eentje, hun appartement nauwelijks verlatend.

## Werk
In de periode 1901-1917 schrijft Zajtsev diverse succesvolle bundels korte verhalen. Van realisme gaat hij over op impressionisme en van pantheïsme op mysticisme. Zij verhalen bestaan vaak uit kleine taferelen met weinig intrige. Hij bezingt de eeuwige thema’s, als liefde, dood en natuur. Zijn personages zijn veelal grootgrondbezitters en ontwortelde zwervers, zoals in zijn eerste roman "Het verre land" (1912).
Na de revolutie wendt Zajtsev zich tot de spiritualiteit en het religieuze: de revolutie is de straf voor de historische zonden van de adel. Zajtsev verdiept zich verder in de grote Russische schrijver en schrijft biografieën van Toergenjev, Tsjechov en Zjoekovski. Zijn roman "Het huis in Passy" (1935) biedt een goed inzicht in het dagelijks leven van de emigratie te Parijs", geschreven vanuit een steeds wisselend vertelperspectief. De reis van Gleb" (1937) is een sterk autobiografische roman. Zijn laatste werk "De tijdstroom" (1968) geeft een beeld van de clerus in Parijs.
Nina Berberova, vriendin van de Zajtsevs, wijst erop dat Zajtsevs kwaliteiten na zijn emigratie nooit meer geheel uit de verf zijn gekomen: “Als schrijver was hij in veel opzichten subtieler dan Boenin, maar hij had veel last van zijn inertie, zijn intellectuele luiheid. Het was alsof hij zich op geen enkele wijze bij kon neerleggen dat het leven geen moment stilstaat, maar beweegt, verandert, wordt opgebouwd en afgebroken”.